# Quei bravi ragazzi
Quei bravi ragazzi (Goodfellas) è un film del 1990 diretto da Martin Scorsese.
Tratto dal romanzo Il delitto paga bene di Nicholas Pileggi e di conseguenza basato sulle vicende del pentito Henry Hill, il film è stato scritto dallo stesso scrittore e da Scorsese. Il titolo fu modificato poiché l'originale, Wiseguy, avrebbe potuto confondersi con una serie TV omonima. Viene considerato, insieme a Mean Streets - Domenica in chiesa, lunedì all'inferno del 1973 e Casinò del 1995, la seconda parte di una trilogia del regista realizzata sulla mafia.
Considerato tra i migliori film del regista siculo-americano, è stato a più riprese definito uno dei migliori film della storia del cinema. Nel 1998 l'American Film Institute l'ha inserito al novantaquattresimo posto della classifica dei migliori cento film statunitensi di tutti i tempi, mentre dieci anni dopo, nella lista aggiornata, è salito al novantaduesimo posto; oltre a ciò, figura in seconda posizione nella classifica dei film gangster nella AFI's 10 Top 10. Nel 2000 è stato scelto per la conservazione nel National Film Registry della Biblioteca del Congresso degli Stati Uniti. Venne candidato a sei Premi Oscar nel 1991, vedendo vincere solo l'Oscar al miglior attore non protagonista, andato a Joe Pesci per l'interpretazione del mafioso Tommy DeVito, ispirato al gangster Thomas DeSimone.

## Trama
Nel 1955 Henry Hill è uno scaltro adolescente, di padre irlandese e madre italo-americana, cresciuto a Brownsville, quartiere malfamato di Brooklyn (New York). Protetto fin da piccolo, grazie alle sue origini e ai suoi servigi, dal potente boss locale della famiglia Lucchese, Paul Cicero, Henry entra a far parte della sua banda, specializzata in furti e contrabbando. Suo padre scopre la verità grazie alle lettere della scuola, che Henry marina ormai da mesi, e i gangster minacciano il postino affinché non consegni più lettere a casa sua, così che i suoi genitori rimangano ignari di tutto. Affiancato successivamente dal rampante e sempre più famigerato gangster Jimmy Conway, e da un altro ragazzo nelle sue stesse condizioni, Tommy DeVito, Henry intraprende la carriera criminale, accorgendosi col passare del tempo che gli amici a cui si è legato si muovono in un mondo estremamente violento e non indugiano a ricorrere a qualunque mezzo per ottenere ciò che vogliono, spesso arrivando all'assassinio, in particolare l'instabile e iracondo Tommy.
Nel 1963 Henry è adulto ed è ancora con i due vecchi amici, che fra loro si chiamano confidenzialmente "bravi ragazzi" (da cui il film trae il proprio titolo). Con loro gode dei vantaggi della vita criminale, fra vacanze di lusso e notti passate con innumerevoli donne. La svolta economica per l'organizzazione avviene a metà degli anni sessanta, quando viene aperto il nuovo enorme aeroporto situato nel Queens, il JFK. Grazie alle innumerevoli conoscenze e agganci che lavorano all'aeroporto, i membri della banda rubano camion e merci di vario tipo, dando vita a un traffico da milioni di dollari ogni anno. Nel 1967 Hill, Conway e DeVito hanno l'occasione per fare un grande colpo e, grazie alla complicità del guardiano notturno, rubano 420.000 dollari dagli uffici dell'Air France.
Una sera Henry, durante un'uscita a quattro con Tommy, conosce una ragazza ebrea di nome Karen, se ne innamora e poco tempo dopo la sposa. La loro unione porterà alla nascita di due figlie: Ruth e Judy. All'inizio degli anni settanta, Henry instaura una relazione fuori dal matrimonio con Janice Rossi, con la quale si vede nei weekend, giungendo persino a comprarle una casa. Karen scopre la relazione e minaccia di ucciderli entrambi con una pistola, ma al momento di premere il grilletto le manca il coraggio. Spiegandole, infuriato, che ci sono cose peggiori nella vita, come beccarsi una pallottola per la strada, Henry si allontana momentaneamente da Karen e si stabilisce a casa di Janice. Cicero e Conway parlano con Henry, gli suggeriscono di salvare le apparenze, di evitare il divorzio e di tornare dalla moglie. Messo alle strette Henry accetta, ma prima di tornare a casa decide di distrarsi andando a Miami con Conway per qualche giorno per portare a termine un affare; durante quel lavoro, però, i due vengono scoperti, arrestati e condannati a dieci anni. Durante il soggiorno in carcere Henry si riconcilia con Karen e riesce comunque a racimolare qualche soldo per mandare avanti la famiglia spacciando droga all'insaputa di Cicero, nel frattempo condannato a un anno per oltraggio alla Corte. Grazie al boss, Henry viene rilasciato dopo quattro anni, nel 1976. Nonostante la contrarietà dei vecchi capi della famiglia Lucchese, e di Cicero in particolare, che gli intima personalmente di non farlo, Henry entra a loro insaputa nel lucroso mondo del traffico di droga, spacciando alle loro spalle insieme a Jimmy e Tommy e facendo compiere un ulteriore salto di violenza all'intero gruppo. Henry si fa inoltre aiutare dalla sua ex babysitter Lois per le consegne e instaura un'altra relazione extraconiugale con Sandy, amica di Janice, che lo aiuta a preparare i pacchi di cocaina da vendere.
Nel 1978 i tre amici, aiutati da altri malavitosi, fanno il colpo alla Lufthansa e si impossessano di 6 milioni di dollari senza spargimento di sangue, ma da quel momento in poi inizia il declino dell'organizzazione: dopo la rapina Conway, sempre più nervoso e paranoico, onde evitare che qualcuno li possa tradire e non volendo dividere l'enorme bottino con nessuno, inizia a uccidere a uno a uno tutti i complici, lasciando vivi solo Hill, DeVito e pochi altri. La banda viene ulteriormente stravolta nel suo assetto quando Tommy viene attirato in una trappola e ucciso con un colpo alla nuca per vendicare l'uccisione di Billy Batts, che DeVito aveva brutalmente ucciso dopo un'accesa lite in un bar diversi anni prima. Batts era appena uscito di galera dopo sei anni, ed essendo un capo-regime affiliato ai Gambino non poteva essere ucciso senza autorizzazione della commissione.
Nel 1980 Henry cerca di organizzare l'ennesimo affare di droga con i suoi collaboratori a Pittsburgh, ma viene catturato dagli agenti della narcotici, che lo sorvegliavano da un mese, e arrestato. Poco prima che i poliziotti perquisiscano la casa, Karen presa dal panico getta tutta la droga che avevano da parte, dal valore di 60.000 dollari, nel gabinetto, eliminando così ogni risorsa economica a loro disposizione. Grazie alla madre di Karen, che ipoteca la propria casa, Henry viene rilasciato, ma non avendo più un soldo capisce di non avere via di scampo: abbandonato dalla famiglia Lucchese, che gli volta le spalle per averli raggirati, impaurito da Jimmy, che sta architettando di ucciderlo per evitare che confessi contro di lui, e braccato dall'FBI, si sente messo in trappola e decide di aderire al piano di protezione dei testimoni.
Dopo che i suoi vecchi amici, tra cui Conway e Cicero, vengono arrestati, Henry depone al processo contro di loro. Concluso il processo e condannati i componenti della banda, Henry deve cambiare città e vita, protetto dall'FBI, ma senza più alcun privilegio, rimpiangendo il lusso della sua vita criminale e costretto a vivere come un normale cittadino per il resto dei suoi giorni.

## Produzione
Quei bravi ragazzi è basato sul libro Il delitto paga bene del giornalista criminologo newyorkese Nicholas Pileggi. Martin Scorsese non aveva intenzione di realizzare un altro gangster movie, ma cambiò idea dopo aver letto il libro di Pileggi, mentre lavorava sul set de Il colore dei soldi nel 1986. Il regista italoamericano, da sempre affascinato dallo stile di vita mafioso, rimase particolarmente colpito dal libro di Pileggi in quanto convinto che fosse il più onesto ritratto dei gangster che avesse mai letto.
Le riprese si svolsero dal 3 maggio al 9 agosto 1989 tra gli stati di New York, Illinois, Florida e New Jersey.
Prima di Ray Liotta, per il ruolo di Henry Hill furono presi in considerazione William Petersen, Sean Penn, Alec Baldwin, Val Kilmer e Tom Cruise.

## Colonna sonora

### Tracce
1. Rags to Riches
2. The Moonglows – Sincerely
3. The Cadillacs – Speedo
4. Billy Ward and His Dominoes – Stardust
5. The Chantels – Look in My Eyes
6. The Harptones – Life Is But a Dream
7. The Shangri-Las – Remember (Walking in the Sand)
8. Aretha Franklin – Baby, I Love You
9. Bobby Darin – Beyond the sea
10. Cream – Sunshine of Your Love
11. Muddy Waters – Mannish Boy
12. Derek and the Dominos – Layla (Piano Exit)
13. Mina – Il cielo in una stanza
14. Jerry Vale – Pretend you don't see her

## Distribuzione
Il film è stato presentato alla Mostra del cinema di Venezia nel settembre 1990, ricevendo il premio per la miglior regia. Successivamente è stato distribuito negli Usa dal 19 settembre.
In Italia il film è uscito al cinema giovedì 20 settembre 1990 (vietato ai minori di 14 anni) distribuito dalla Warner Bros. Italia.

## Accoglienza

### Incassi
Il budget della pellicola è stato di 25 milioni di dollari e gli incassi negli USA sono stati di circa 50 milioni di dollari.

### Critica
Il film è stato acclamato  dalla critica. Sull'aggregatore di recensioni Rotten Tomatoes ha ottenuto il 95% dei giudizi professionali positivi, con un voto medio di 9 su 10 basato su 164 recensioni, mentre su Metacritic ha un punteggio di 92 su 100 basato su 21 recensioni.
(Alberto Farassino)
(Paolo Mereghetti)
(Kim Newman)

## Riconoscimenti
- 1991 - Premio Oscar
  - Miglior attore non protagonista a Joe Pesci
  - Candidatura Miglior film a Irwin Winkler
  - Candidatura Migliore regia a Martin Scorsese
  - Candidatura Miglior attrice non protagonista a Lorraine Bracco
  - Candidatura Migliore sceneggiatura non originale a Nicholas Pileggi e Martin Scorsese
  - Candidatura Miglior montaggio a Thelma Schoonmaker
- 1991 - Golden Globe
  - Candidatura Miglior film drammatico
  - Candidatura Migliore regia a Martin Scorsese
  - Candidatura Miglior attore non protagonista a Joe Pesci
  - Candidatura Miglior attrice non protagonista a Lorraine Bracco
  - Candidatura Migliore sceneggiatura a Nicholas Pileggi e Martin Scorsese
- 1991 - Premio BAFTA
  - Miglior film a Irwin Winkler e Martin Scorsese
  - Migliore regia a Martin Scorsese
  - Migliore sceneggiatura non originale a Nicholas Pileggi e Martin Scorsese
  - Migliori costumi a Richard Bruno
  - Miglior montaggio a Thelma Schoonmaker
  - Candidatura Miglior attore protagonista a Robert De Niro
  - Candidatura Migliore fotografia a Michael Ballhaus
- 1990 - Chicago Film Critics Association Award
  - Miglior film
  - Migliore regia a Martin Scorsese
  - Miglior attore non protagonista a Joe Pesci
  - Miglior attrice non protagonista a Lorraine Bracco
  - Miglior sceneggiatura non originale a Nicholas Pileggi e Martin Scorsese
  - Candidatura Miglior attore protagonista a Ray Liotta
  - Candidatura Miglior fotografia a Michael Ballhaus
- 1991 - Premio César
  - Candidatura Miglior film straniero a Martin Scorsese
- 1991 - David di Donatello
  - Candidatura Miglior film straniero a Martin Scorsese
  - Candidatura Miglior attore straniero a Robert De Niro
- 1991 - Nastro d'argento
  - Candidatura Regista del miglior film straniero a Martin Scorsese
- 1991 - Kansas City Film Critics Circle Award
  - Miglior film
  - Migliore regia a Martin Scorsese
  - Miglior attore non protagonista a Joe Pesci
- 1990 - National Board of Review Award
  - Migliori dieci film
  - Miglior attore non protagonista a Joe Pesci
- 1990 - Festival di Venezia
  - Leone d'argento - Premio speciale per la regia a Martin Scorsese
  - Premio Bastone Bianco a Martin Scorsese
  - Audience Award a Martin Scorsese
  - Candidatura Leone d'oro a Martin Scorsese
- 1991 - Boston Society of Film Critics Award
  - Miglior film
  - Migliore regia a Martin Scorsese
  - Miglior attore non protagonista a Joe Pesci
- 1990 - Los Angeles Film Critics Association Award
  - Miglior film
  - Miglior regista a Martin Scorsese
  - Miglior attore non protagonista a Joe Pesci
  - Miglior attrice non protagonista a Lorraine Bracco
  - Miglior fotografia a Michael Ballhaus
- 1990 - New York Film Critics Circle Award
  - Miglior film
  - Miglior regista a Martin Scorsese
  - Miglior attore protagonista a Robert De Niro
  - Candidatura Miglior attore non protagonista a Joe Pesci
  - Candidatura Miglior attrice non protagonista a Lorraine Bracco
  - Candidatura Miglior fotografia a Michael Ballhaus
- 1991 - Eddie Award
  - Candidatura Miglior montaggio a Thelma Schoonmaker
- 1991 - Premio Bodil
  - Miglior film non europeo a Martin Scorsese
- 1990 - British Society of Cinematographers
  - Candidatura Migliore fotografia a Michael Ballhaus
- 1991 - Dallas-Fort Worth Film Critics Association Awards
  - Miglior attore non protagonista a Joe Pesci
- 1991 - DGA Award
  - Candidatura Miglior regia a Martin Scorsese
- 1991 - Edgar Award
  - Candidatura Miglior film a Nicholas Pileggi e Martin Scorsese
- 1991 - Fotogramma d'argento
  - Miglior film straniero a Martin Scorsese
- 1991 - National Society of Film Critics Award
  - Miglior film
  - Migliore regia a Martin Scorsese
  - Candidatura Miglior attore protagonista a Robert De Niro
  - Candidatura Miglior attore non protagonista a Joe Pesci
- 1991 - WGA Award
  - Candidatura Miglior sceneggiatura a Nicholas Pileggi e Martin Scorsese
- 1997 - Online Film & Television Association
  - Miglior film
- 1991 - PGA Awards
  - Candidatura Miglior produttore a Irwin Winkler
- 2004 - Society of Camera Operators
  - Historical Shot a Larry McConkey
- 1991 - USC Scripter Award
  - Candidatura Migliore sceneggiatura a Nicholas Pileggi e Martin Scorsese
- Nel 2000 è stato scelto per la conservazione nel National Film Registry della Biblioteca del Congresso degli Stati Uniti.[8]

## Influenza culturale
- Lo sceneggiatore e regista David Chase ha dichiarato più volte di come il film gli abbia ispirato l'idea alla base della sua celebre serie televisiva I Soprano, in cui tra l'altro si è avvalso del talento di svariati attori che vi avevano recitato, fra cui Lorraine Bracco, che nella serie interpreta la psicoterapista Jennifer Melfi, Michael Imperioli, nella serie Christopher Moltisanti, l'instabile nipote del boss Tony Soprano, Tony Sirico, nella serie l'istrionico e superstizioso Paulie Gualtieri, e Frank Vincent, il sanguinario e brutale gangster Phil Leotardo.

## Curiosità
- Nella scena che introduce il personaggio di Jimmy Conway, le banconote che il gangster distribuisce nel club non sono false ma denaro autentico: a De Niro infatti non piaceva come risultavano al tatto i dollari finti della produzione, così insistette con Scorsese affinché gli fosse consentito di utilizzare delle vere banconote. Gli vennero così affidati 5,000$ in contanti e alla fine di ogni ripresa a nessun attore era consentito lasciare il set prima che le banconote non fossero state tutte raccolte e contate.
- Nella scena ambientata al Bamboo Lounge, nella quale la voce narrante di Henry/Liotta presenta i vari mafiosi del giro, tra i personaggi si trova anche quello di Mikey Franzese (interpretato da Joseph Bono) il quale viene presentato come un assiduo frequentatore degli stessi luoghi di ritrovo della banda di Jimmy Conway e Paul Vario. Tuttavia lo stesso ex-mafioso in diversi interventi, sia sul suo canale YouTube che in interviste televisive, ha negato questo fatto poiché, sebbene conoscesse sia Henry Hill che gli altri personaggi rappresentati nella pellicola, non era solito frequentarli assiduamente in quanto lui era un membro della Famiglia Colombo, mentre loro erano associati della Famiglia Lucchese. Interpellati su questa discrepanza, i produttori del film affermarono di aver aggiunto il personaggio di Franzese all'interno del film in quanto era un mafioso ben conosciuto a New York.
- Sempre nella stessa scena compare il personaggio di "Fat Andy" Ruggiano, ma la particolarità è che nella pellicola il mafioso venne interpretato da Louis Eppolito, il quale ottenne la parte dopo aver parlato con Joe Pesci in un ristorante. Eppolito tuttavia non era una persona qualunque, bensì un ex detective NYPD che successivamente si scoprì essere stato per anni sul libro paga sia della Famiglia Lucchese che dei Gambino, e che si era reso colpevole di diversi reati tra i quali estorsioni e omicidi su commissione, tanto da essere soprannominato "il Poliziotto della Mafia", venendo condannato nel 2006 assieme all'ex collega Caracappa.
- L'iconico discorso di Tommy/Pesci "Buffo come? Ti diverto per caso?", al contrario di quello che si pensa, non è improvvisato ma è ispirato ad un fatto reale accaduto all'attore quando lavorava come cameriere in un ristorante frequentato da mafiosi: un giorno Pesci fece una battuta ad un gangster seduto al tavolo dicendo di trovarlo "buffo", ma questi non prese affatto bene le sue parole, cominciando a minacciarlo utilizzando pressappoco lo stesso discorso che poi Pesci farà inserire a Scorsese nella sceneggiatura.
- Il Detective della DEA che arresta Henry Hill/Liotta e quando le prove vengono portate nella stazione di polizia si rivolge a lui con un canzonatorio "Ciao ciao testa di c***o!" è interpretato da Bo Dietl, il quale fu veramente uno degli investigatori della DEA che arrestarono Henry Hill nel 1981. Questo fu il suo ruolo di esordio nella carriera attoriale, ed in seguito collaborò nuovamente con Scorsese sia in The Wolf of Wall Street nel 2013 (dove interpretò sempre sé stesso nel ruolo di investigatore assunto da Jordan Belfort per spiare l'FBI) che nel film The Irishman del 2019 (interpretando il boss mafioso Joseph Glimco).
- Nella scena in cui Henry stringe un accordo con il Procuratore McDonald per diventare collaboratore di giustizia, il ruolo è interpretato dallo stesso Edward McDonald che strinse l'accordo di collaborazione con il vero Henry Hill. Sebbene i dialoghi siano stati sostanzialmente improvvisati, essi ricalcano grossomodo le parole che McDonald disse a Hill e a sua moglie Karen durante i loro colloqui come la frase "Non mi venga a fare la santarellina Karen! Ho sentito le intercettazioni, l'ho sentita parlare al telefono e lei parlava di cocaina!"
- La scena finale in cui Joe Pesci spara con la pistola in direzione dello spettatore è un omaggio di Scorsese al film The Great Train Robbery di Edwin S. Porter.